# サーブ 38
サーブ 38（B3LA）
サーブ 38（模型）
- 用途：攻撃機、練習機
- 製造者：SAAB/アレーニア・アエルマッキ
- 運用状況：計画のみ

サーブ 38（SAAB 38、B3LA又はA 38/Sk 38としても知られる）は、1970年代にSAAB社が計画した単発ジェットエンジンの練習機、攻撃機である。
この計画はSAAB社とイタリアの航空機メーカーのアレーニア・アエルマッキ社との共同プロジェクトであった。この機種はスウェーデン空軍の旧態化したサーブ 105 ジェット練習機を代替することになっていたが、図面段階以降には進まず、より先進的なサーブ 39 グリペン戦闘機のために1979年に計画はキャンセルされた。
B3LA開発のための多くの構想は、後にアレーニア・アエルマッキ社のエンブラエル AMXに取り入れられ、現在イタリア空軍とブラジル空軍で使用されている。